# Luby (tvrz)
Luby jsou tvrz přestavěná na skupinu rodinných domů ve stejnojmenné vesnici na jižním okraji Klatov. Tvrz sloužila jako panské sídlo od čtrnáctého století do první poloviny šestnáctého století. Poté ji koupilo město Klatovy a využívalo ji pouze k hospodářským účelům. Později bylo na místě tvrze postaveno několik novodobých domů, které částečně pohltily původní gotické zdivo. Tvrziště je od roku 1988 chráněno jako kulturní památka.

## Historie

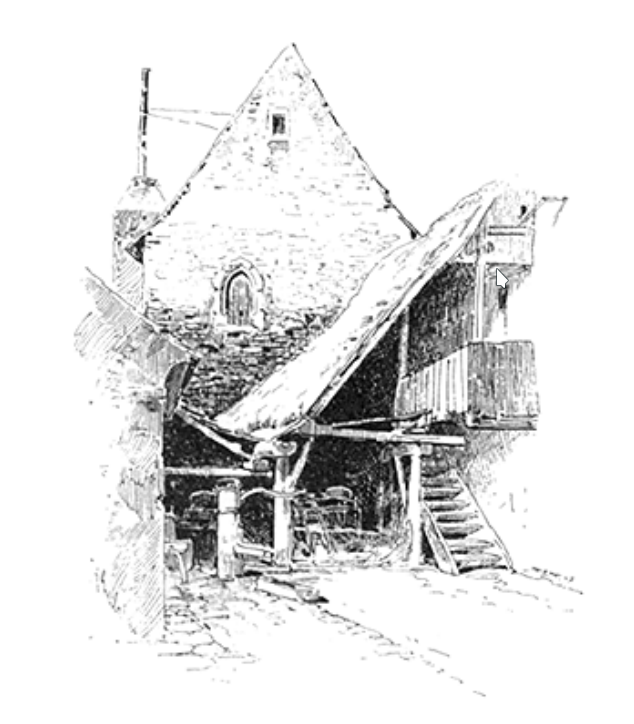
Dvůr tvrze ve druhé polovině devatenáctého století na kresbě Karla Liebschera

Tvrz v Lubech byla založena nejspíše ve čtrnáctém století, kdy vesnice patřila vladykům z Lub. Nejstarším známým příslušníkem rodu byl Ctibor z Lub zavražděný před rokem 1316. Jeho synem byl Dětleb z Lub a ve stejné době žil v roce 1318 připomínaný Milota z Lub. V letech 1367–1379 se o vesnici dělili Kunrát a Sudivoj z Lub, kteří také vykonávali patronátní právo k lubskému kostelu svatého Mikuláše. Majetek měli rozdělený tak, že Kunrátovi patřila tvrz, dvě popluží v Lubech a vsi Vrhaveč a Bříza, zatímco Sudivoj měl pouze jedno popluží. Dalším příslušníkem rodu, snad potomkem Sudivoje, byl Petr z Lub uváděný v roce 1390.
Po roce 1400 vesnici koupil Oldřich Loubský z Lub a žil na tvrzi nejméně do roku 1415. Po Oldřichovi se připomíná syn Vilém s bratry, ale další členové rodu jsou známí až z roku 1486, kdy žili bratři Petr a Mikuláš, synové Oldřicha z Lub. Společně koupili Lomec, jehož část patřila také Janovi Loubskému z Lub, který zemřel nejspíše v roce 1489. Mikulášův syn Jan se přestěhoval na Zalužany a na lubské tvrzi sídlil v roce 1505 nejspíše Chval z Lub. Loubským statek patřil až do roku 1544, kdy zemřel Ladislav Loubský z Lub. Jeho dědičkou se stala jediná nezletilá dcera, ale panství bylo natolik zadlužené, že její poručník musel tvrz s poplužním dvorem, částí vsi a dalším majetkem ještě téhož roku prodat městu Klatovy. Tvrz poté sloužila jen k hospodářským účelům.
Město o Luby dvakrát přišlo. Poprvé je zkonfiskoval král Ferdinand I. za účast města na stavovském povstání roku 1547, ale o dva roky později městu majetek vrátil. Klatovy se podílely také na stavovském povstání v letech 1618–1620. Za trest jim byly odebrány všechny statky, které poté spravoval císařský rychtář. Vzhledem k velkým dluhům města Ferdinand II. roku 1629 majetek vrátil. Město jej použilo k zaplacení dluhů, ale Luby si ponechalo a v roce 1641 je na krátkou dobu zastavilo Přibíkovi Jeníčkovi z Újezda.

## Stavební podoba
Z tvrze obehnané hradbou a vodním příkopem se dochovala část hradby, věžovité brány a další fragmenty zdiva v domech čp. 10, 30, 31, 32 a 33. Jádrem tvrze bývala obdélná patrová budova s pozůstatky konstrukcí trojprostorového paláce, ke kterému přiléhal na jižní straně dvorek. Jedna z místností v jižní části paláce bývala zateplená vnitřním dřevěným obložením. U jihovýchodního nároží stávala budova věžovité brány s hrotitým portálem a vpadlinou pro padací most. Nejvyšší patro věže nesly krakorce. Gotická ostění oken a portálu však zanikla. K areálu patřila také sýpka a k ní přilehlá budova, která se částečně dochovala v základech domu čp. 33, kde byla odkryta ostění okének a portálu.